# Amel (Unternehmen)
Amel, vollständiger Name Chantiers Amel (int. Amel Yachts oder Amel Shipyards), ist eine französische Segelyachtwerft mit Sitz in La Rochelle. Das Unternehmen wurde 1965 von Henry Amel gegründet und baut heute Segelyachten im oberen Preis- und Größenbereich. Amel war eine der letzten Werften, die serienmäßig Schiffe mit Ketschrigg (Zweimaster) baute.

## Geschichte
Yachtbauer Henri Amel (16. April 1913 als Henry Tonet – 12. April 2005) war leidenschaftlicher Segler und Bootszeichner und wollte einfach zu handhabende Segelboote bauen.
Die erste Konstruktion von Amel, die Super Mistral Sport, wurde in Marseille gebaut, durch eine ziemlich heruntergekommene Werft. Das Boot und auch andere seiner Entwürfe waren zwar ein Erfolg, trotzdem ging die Firma Konkurs. Anschließend ließ er seine Entwürfe in La Rochelle bauen. Auch hier sahen die geschäftlichen Entwicklungen zunächst nicht positiv aus, aber Amel konnte den Besitzer der Werft überzeugen, ihm einen Teil des Betriebs für die eigene Firma zu überlassen. Das war 1965, das offizielle Gründungsjahr der Chantiers Amel.
1967 brannte die ganze Fabrikanlage bis auf die Grundmauern nieder. Amel mietete umgehend eine neue Halle und fuhr die Produktion wieder hoch, so dass er alle beim Brand zerstörten Schiffe ersetzen konnte. 1973 schließlich war der Turnaround geschafft und die Firma wurde zum Erfolg. Zu seinem 60. Geburtstag veranstaltete Amel eine große Feier, an der er versprach, die Firma in eine Aktiengesellschaft umzuwandeln und die Aktien an seine Mitarbeiter zu übergeben. Im Jahr 1978 erfüllte er dieses Versprechen.
Henry Amel gilt als Pionier des Glasfaser-Bootsbaus. Als Mitglied der französischen Resistance hatte er die temporären Häfen gesehen, die während der Invasion Frankreichs gebaut worden waren. Dort hatte man Teile aus mit Polyester getränkten Leinensäcken gebaut, die trotz ständigem Wasserkontakt praktisch nicht verrotteten. Amel ersetzte das Leinen durch die noch beständigere Glasfaser, womit er praktisch unverwüstliche und vor allem pflegeleichte Rümpfe bauen konnte. Mit einem speziellen Verfahren gelang es sogar Deck und Rumpf in einem Schritt zu laminieren, was der Konstruktion absolute Wasserdichtigkeit garantierte. Die bisher bekannten Holzrümpfe benötigten intensive Pflege, wollte man dem Zerfall entgegenwirken. Aufgrund einer Kriegsverletzung war Henry Amel lange Jahre praktisch blind.
Als Amel 2005 starb, überließ er 12.000 seiner 13.000 verbleibenden Aktien seinen Angestellten.

## Unternehmen
Das Unternehmen produziert aktuell ca. 20 Schiffe im Jahr und erwirtschaftet so mit mehr als 100 Mitarbeitern einen Umsatz von über 20 Mio. Euro.

## Modelle
Die Chantiers Amel haben eine große Palette von Slups und Ketschs – Einmaster und Zweimaster – gebaut, vorwiegend zum Blauwassersegeln, aber auch einige Daysailer. Lange Zeit baute Amel jeweils nur ein Model auf einmal. Erst seit etwa 2010 sind gleichzeitig zwei Modelle lieferbar. Aktuell sind dies die Modelle Amel 50 und Amel 60, gezeichnet von den Jean Berret & Olivier Racoupeau. Das Konzept von Amel ist es, Langfahrtyachten zu bauen, die sowohl seetüchtig als auch komfortabel sind. Die Boote sind – bei Freizeityachten nicht üblich – mit mehreren wasserdichten Schotten ausgestattet, um sie praktisch unsinkbar zu machen. Die Ausstattung ist überaus vollständig, so gehört ein Bugstrahlruder genauso zur Standardausrüstung wie eine Geschirrspülmaschine. Entsprechend kurz ist die Liste der möglichen Optionen, und im Gegensatz zu vielen anderen Werften in diesem Marktsegment sind kundenspezifische Anpassungen nicht möglich. Amel begründete das mit dem nötigen zusätzliche Zertifizierungsaufwand sowie der Gefahr, dass bei jeder solchen Änderung Fehler passieren können, die die Qualität beeinflussen.
| Model               | Rigg                  | Länge in Metern | Gebaut von | bis     | Zeichner                        |
| ------------------- | --------------------- | --------------- | ---------- | ------- | ------------------------------- |
| Super Mistral Sport | Slup                  | 7.06            | 1961       | 1972    | Henri Amel                      |
| Alisio              | Slup                  | 9.40            | 1962       | 1966    | Henri Amel                      |
| Copain              | Slup                  | 5.25            | 1962       | 1968    | Henri Amel                      |
| Pampero             |                       | 5.74            | 1963       | 1968    | Henri Amel                      |
| Euros 39            | Ketsch                | 11.75           | 1966       | 1972    | Henri Amel                      |
| Garbi               | Slup                  | 6               | 1971       | 1972    | Henri Amel                      |
| Maramu              | Ketsch                | 13.80           | 1978       | 1989    | Henri Amel                      |
| Mango               | Ketsch                | 15.82           | 1979       | 1989    | Henri Amel                      |
| Sharki              | Ketsch                | 11.95           | 1979       | 1989    | Henri Amel                      |
| Fango               | Slup                  | 10              | 1985       | 1991    | Henri Amel                      |
| Santorin            | Slup                  | 14              | 1989       | 1997    | Henri Amel                      |
| Super Maramu        | Ketsch                | 16              | 1988       | 1998    | Henri Amel                      |
| Super Maramu 2000   | Ketsch                | 16              | 1998       | 2006    | Henri Amel                      |
| Amel 54             | Ketsch                | 17.20           | 2005       | 2011    | Henri Amel                      |
| Amel 64             | Ketsch                | 19.60           | 2010       | 2019    | Jean Berret & Olivier Racoupeau |
| Amel 55             | Ketsch                | 17.30           | 2011       | 2018    | Jean Berret & Olivier Racoupeau |
| Amel 50             | Slup / Kuttertakelung | 15.51           | 2017       | Präsent | Jean Berret & Olivier Racoupeau |
| Amel 60             | Slup / Kuttertakelung | 18              | 2019       | Präsent | Jean Berret & Olivier Racoupeau |